# Teucholabis duidensis
Teucholabis duidensis är en tvåvingeart som beskrevs av Alexander 1931. Teucholabis duidensis ingår i släktet Teucholabis och familjen småharkrankar.
Artens utbredningsområde är Venezuela. Inga underarter finns listade i Catalogue of Life.